# Xavi Simons
Xavi Simons, właśc. Xavier Quentin Shay Simons (ur. 21 kwietnia 2003 w Amsterdamie) – holenderski piłkarz, występujący na pozycji pomocnika w niemieckim klubie RB Leipzig oraz w reprezentacji Holandii. Uczestnik Mistrzostw Świata 2022 i Mistrzostw Europy 2024.

## Kariera klubowa

### FC Barcelona
Jest wychowankiem FC Barcelony. Wkrótce stał się wielkim talentem młodzieżowej drużyny. Takie kluby jak: Real Madryt,Chelsea i Paris Saint-Germain interesowały się w tym czasie jego poczynaniami.

### Paris Saint-Germain
Xavi po nieudanych negocjacjach z FC Barceloną odnośnie nowego kontraktu zdecydował o zmianie klubu. Jego usługami zainteresował się paryski zespół Paris Saint-Germain. Kontynuował tam swoją karierę juniorską. W 2021 rozpoczął seniorską karierę w PSG, zarabiając 1 milion Euro rocznie. Zadebiutował w seniorskiej piłce 10 lutego 2021 wchodząc za Juliana Draxlera w wygranym 1-0 meczu z Caen. Jego debiut w Ligue 1 miał miejsce 19 maja 2021 w zwycięskim meczu ze Strasburgiem.

### PSV Eindhoven
28 czerwca Simons przeszedł do PSV Eindhoven, podpisując 5-letni kontrakt. Zdobył pierwszą bramkę już w swoim debiucie, w meczu z Ajaxem. Podczas całego sezonu zagrał w 34 meczach zdobywając 19 bramek.

### Powrót do Paris Saint-Germain
Pomimo obowiązującego kontraktu Simonsa z PSV Eindhoven, w lipcu 2023 Paris Saint-Germain F.C. aktywowało klauzulę odkupu zawodnika z PSV, a cena transakcji wyniosła 6 milionów euro. Zawodnik podpisał nowy kontrakt z PSG do końca sezonu 2026/2027. Parę dni później Simons został wypożyczony do 30 czerwca 2024 niemieckiemu RB Leipzig.

## Statystyki kariery

### Klubowe
(aktualne na dzień 12 listopada 2023)
| Klub                | Sezon              | Liga               | Liga  | Liga   | Puchar kraju | Puchar kraju | Europa | Europa | Inne  | Inne   | Suma  | Suma   |
| Klub                | Sezon              | Liga               | Mecze | Bramki | Mecze        | Bramki       | Mecze  | Bramki | Mecze | Bramki | Mecze | Bramki |
| ------------------- | ------------------ | ------------------ | ----- | ------ | ------------ | ------------ | ------ | ------ | ----- | ------ | ----- | ------ |
| Paris Saint-Germain | 2020/2021          | Ligue 1            | 1     | 0      | 1            | 0            | –      | –      | 0     | 0      | 2     | 0      |
| Paris Saint-Germain | 2021/2022          | Ligue 1            | 6     | 0      | 3            | 0            | –      | –      | 0     | 0      | 9     | 0      |
| Paris Saint-Germain | Łącznie            | Łącznie            | 7     | 0      | 4            | 0            | 0      | 0      | 0     | 0      | 11    | 0      |
| PSV Eindhoven       | 2022/2023          | Eredivisie         | 33    | 17     | 4            | 1            | 9      | 1      | 1     | 1      | 48    | 22     |
| PSV Eindhoven       | Łącznie            | Łącznie            | 34    | 19     | 4            | 1            | 9      | 1      | 1     | 1      | 48    | 22     |
| RB Leipzig          | 2023/2024          | Bundesliga         | 11    | 4      | 2            | 0            | 4      | 2      | 1     | 0      | 18    | 6      |
| RB Leipzig          | Łącznie            | Łącznie            | 11    | 4      | 2            | 0            | 4      | 2      | 1     | 0      | 18    | 6      |
| Łącznie w karierze  | Łącznie w karierze | Łącznie w karierze | 52    | 33     | 10           | 1            | 13     | 3      | 2     | 1      | 77    | 28     |

### Reprezentacyjne
(aktualne na dzień 21 listopada 2023)
| Reprezentacja | Rok     | Mecze | Bramki |
| ------------- | ------- | ----- | ------ |
| Holandia      | 2022    | 1     | 0      |
| Holandia      | 2023    | 11    | 0      |
| Ogólnie       | Ogólnie | 12    | 0      |

## Sukcesy

### Paris Saint-Germain
- Mistrzostwo Francji: 2021/2022
- Puchar Francji: 2020/2021

### PSV Eindhoven
- Puchar Holandii: 2022/2023
- Superpuchar Holandii: 2022

### Wyróżnienia
- Piłkarz miesiąca Eredivisie: Sierpień 2022[11], Marzec 2023[12]
- Piłkarski Talent Roku w Holandii: 2023[13]